# Vilșanî, Volociîsk
Vilșanî (în ucraineană Вільшани) este un sat în comuna Ojîhivți din raionul Volociîsk, regiunea Hmelnîțkîi, Ucraina.

## Demografie
Componența lingvistică a localității Vilșanî
     Ucraineană (100%)
Conform recensământului din 2001, toată populația localității Vilșanî era vorbitoare de ucraineană (100%).